# Huelmos de Cañedo

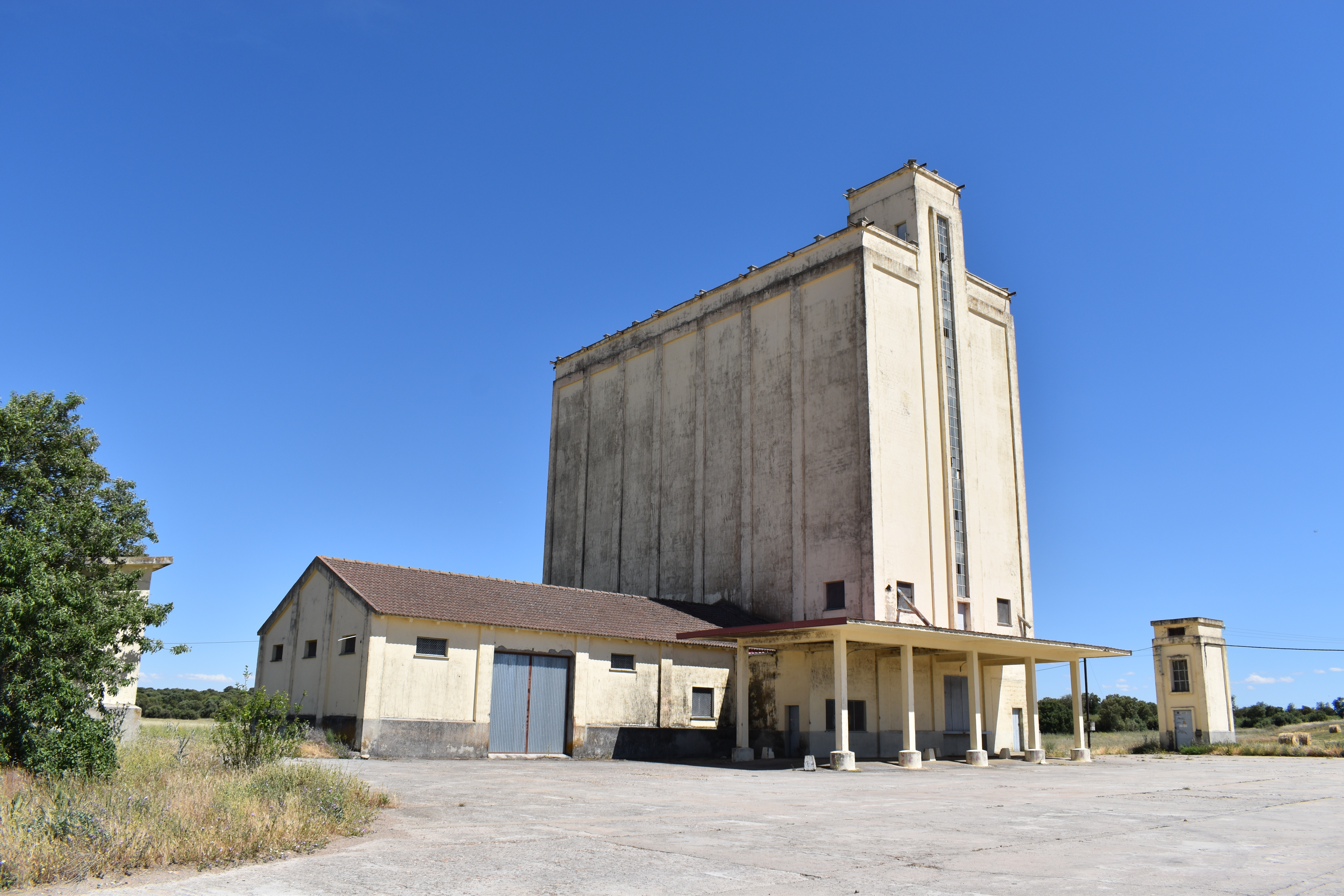
Silo de la Red Nacional de Silos y Graneros en Huelmos de Cañedo.

Huelmos de Cañedo es una localidad del municipio de Valdunciel, en la comarca de La Armuña, provincia de Salamanca, España. Actualmente se encuentra despoblado.

## Etimología
El origen del nombre de Huelmos se remonta a la Alta Edad Media, debiéndose al nombre del árbol denominado olmo. Como indica Riesco Chueca, la diptongación parece presuponer una forma vulgar. Las formas con reforzamiento velar del diptongo, Güelmos, son comunes en la lengua leonesa. Así, existen varios Huelmos (o Luelmo) en el antiguo Reino de León como la alquería Huelmos y Casasolilla, en Carrascal del Obispo (Salamanca), Huelmos de San Joaquín (también en Valdunciel), o Luelmo en Sayago, voz esta última correspondiente con el mismo nombre pero articulado (L'Huelmo > Luelmo). Asimismo, se recoge en la toponimia menor en el término de Castellanos de Villiquera (donde se registra un paraje de El Huelmo de Cedillos) y en Alcuetas (León) (donde existe el topónimo menor El Huelmo).

## Historia
La fundación de Huelmos de Cañedo se fecha en la Edad Media, debiéndose al proceso repoblador emprendido en la zona por los reyes leoneses, apareciendo recogido en el siglo XIII como Holmos, encuadrado dentro del cuarto de Armuña de la Diócesis de Salamanca, en el Reino de León. Con la creación de las provincias actuales en 1833 Huelmos de Cañedo quedó adscrito a la de Salamanca, dentro de la Región Leonesa.

## Demografía
Huelmos de Cañedo se encuentra actualmente despoblado, no habiendo registrado habitantes en todo el siglo XXI.